# K’Nex
K'NEX (abgeleitet von engl. connects, dt.: „verbindet“, „verknüpft“)  ist ein Konstruktionsspielzeugsystem, das 1992 von Joel Glickman erfunden wurde. K'NEX-Sets werden von K'Nex Industries, Inc in Hatfield, Pennsylvania hergestellt. Zur direkten Konkurrenz von K'NEX zählen Lego, Fischertechnik und Meccano.
Zu den grundlegenden Elementen von K'NEX gehören verschiedene Stäbe und Verbindungsstücke. Diese können miteinander verbunden werden, um Modelle zu bauen. Mit zusätzlichen Elementen wie Rädern oder Motoren können komplexere Figuren entworfen werden. Die Modelle haben durch die intensive Verwendung von Stangen oft einen skelettartigen Charakter, erlauben dadurch aber für Spielzeug teilweise recht große Konstruktionen, wie etwa eine an die zwei Meter hohe Achterbahn. K'NEX wird sowohl in einzelnen Modellen als auch in gemischten Grundbaukästen für eine Reihe von Bauvorschlägen angeboten.

## Geschichte
Als Joel Glickman im Jahr 1990 auf einer Hochzeit mit Trinkhalmen spielte, stellte er fest, welche vielfältigen Möglichkeiten er hatte, die Halme zu kombinieren. In den darauffolgenden zwei Jahren entwickelte er das Konzept eines Konstruktionsspielzeuges, das auf Stäben und Konnektoren basiert. Im Oktober 1992 kam das erste K'NEX-Set in den USA auf den Markt.

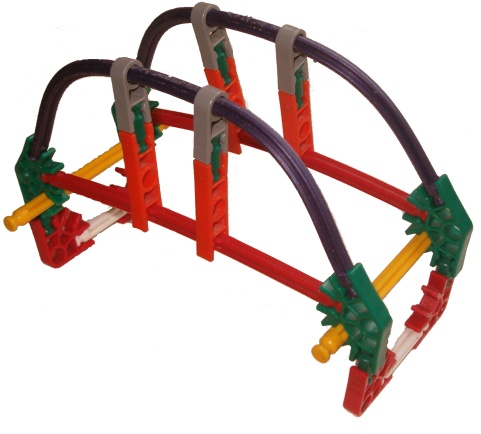
Eine mit K'NEX gebaute Brücke.

Da K'NEX im Gegensatz zu anderen Spielzeugen nicht aus dem Kunststoff Polypropylen, sondern aus Polyoxymethylen, genauer einem speziellen Acetal Copolymer hergestellt wird, lag der Verkaufspreis für die K'NEX-Bausätze anfangs weit über dem der Konkurrenzprodukte. Deswegen wurden K'NEX-Sets zu Beginn vorerst direkt an kleinere Spielzeuggeschäfte verkauft. Größere Unternehmen wie Wal-Mart hatten kein Interesse am Vertrieb, da angenommen wurde, dass Kunden nicht bereit wären, den hohen Verkaufspreis von K'NEX zu bezahlen.
Der Versuch von Glickman, das K'NEX-System zu verkaufen, scheiterte. Hasbro und Mattel waren nicht interessiert, Lego weigerte sich, auch nur den Prototyp anzusehen. Trotzdem gelang es Glickman, einen Vertrag mit Toys'R'Us auszuhandeln. Da sich die K'NEX-Sets dort gut verkauften, wurden kurz darauf auch andere Einzelhandelsgeschäfte auf K'NEX aufmerksam. Bald darauf wurden die Sets auch bei Target und Kmart angeboten.
Mitte der 1990er Jahre wurde K'NEX auch in Europa populär. Verschiedene Marketingaktionen trugen ihren Teil dazu bei. Beispielsweise wurden kleine K'NEX-Sets als Beigabe zu anderen Produkten verteilt. Im Vereinigten Königreich zog K'NEX mit den Verkaufszahlen des Marktführers Lego gleich. Einen Großteil des Profits wurde nun in Europa erzielt, da K'NEX in den USA weiterhin keinen großen Marktanteil erreichen konnte.
Bis zum Jahr 2001 hat K'NEX Industries, Inc keinerlei Sets produziert, die eine fremde Marke lizenzieren. Das Unternehmen hatte sich zwar schon 1999 bemüht, eine Partnerschaft mit Lucasfilm einzugehen, um Star-Wars-K'NEX auf den Markt zu bringen. Ein Vertrag kam aber nie zustande. Stattdessen wurde die Lizenz an die Firma Lego verkauft, die daraufhin Spielzeug unter dem Namen Lego Star Wars produzieren durfte. Zu dieser Zeit hatte K'NEX in den USA einen Marktanteil von etwa 11 % im Segment der Konstruktionsspielzeuge. Um den Umsatz und die Verbreitung zu erhöhen, wurden nun kleine K'NEX-Sets auf den Markt gebracht, die nur aus wenigen Teilen bestanden und nur etwa zwei Dollar kosteten. So konnten die Bausätze auch von den Discountern wie Wal-Mart vertrieben werden, die bisherige Sets für zu teuer hielten.
Erst 2001 wurde der erste K'NEX-Bausatz hergestellt, der auf einer fremden Marke basiert, dem BattleTech/MechWarrior-Universum. Seitdem sind noch weitere lizenzierte K'NEX-Sets erschienen, unter anderem zum Thema Angry Birds oder basierend auf dem Super-Mario-Universum.
2013 wurde der Marktanteil von K'NEX im Bereich Konstruktionsspielzeug in den USA auf etwa 6 % geschätzt. Die Untersuchung zeigt auch, dass die in großen Einzelhandelsgeschäften für K'NEX zur Verfügung gestellte Regalfläche mit etwa 6 Meter pro Geschäft wesentlich geringer als die durchschnittliche Regalfläche des Marktführers Lego (etwa 200 Meter) ist.

## K'NEX-Elemente
Während die ersten verfügbaren K'NEX-Sets vorwiegend aus Stäben und Verbindungsstücken bestanden, wurden in späteren Bausätzen immer wieder neuartige Teile eingeführt. Ursprünglich gab es im gesamten K'NEX-System nur 22 verschiedene Elemente.

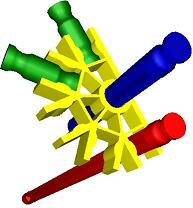
Stäbe und Konnektoren sind aufeinander abgestimmt. Sie können auf verschiedene Arten verbunden werden.

### Stäbe
Die K'NEX-Stäbe haben einen Durchmesser von 1/4 Zoll, das entspricht etwa 6,35 mm. Die Stäbe haben unterschiedliche Längen, die dafür gemacht worden sind, rechtwinklige Dreiecke und andere stabile Konstruktionen zu formen. Die Stäbe werden immer um den Faktor {\displaystyle {\sqrt {2}}} länger. Diese standardisierten Längen haben den Vorteil, dass aus zwei kleineren und einem größeren Stab ein rechtwinkliges Dreieck erzeugt werden kann. Zusätzlich gibt es biegbare Stäbe, damit auch runde Objekte gebaut werden können.

### Verbindungsstücke
Verbindungsstücke sind notwendig, um Stäbe miteinander zu verbinden. Sie spannen einen Winkel auf, der ein Vielfaches von 45 Grad beträgt. Verbindungsstücke gibt es in unterschiedlichen Farben, die jeweils unterschiedliche Winkel zur Verfügung stellen. Beispielsweise bietet der gelbe Konnektor sechs Möglichkeiten, einen Stab anzubringen. Er ermöglicht es, Stäbe im Winkel von 0, 45, 90, 135 und 180 Grad zu verknüpfen. Zusätzlich kann ein Stab durch das Loch in der Mitte geschoben werden. Dieser Stab kann sich frei drehen. Dies ermöglicht Konstruktionen mit beweglichen Teilen.

### Andere Elemente
Zusätzlich zu Stäben und Verbindungsstücken sind im Laufe der Zeit immer neue Teile eingeführt worden. Diese erfüllen meist eine bestimmte Aufgabe für das zugehörige K'NEX-Set. Beispielsweise werden bei einem  Truck-Bausatz passende Reifen mitgeliefert, damit das Modell rollen kann. Andere K'NEX-Bausätze haben Elektromotoren und Zahnräder, so können Modelle gebaut werden, die sich selbstständig bewegen.

## Verwendung im Bildungsbereich
Neben klassischen K'NEX-Sets wurden auch spezielle Bausätze produziert, die für die Verwendung in der Bildung konzipiert sind. In den USA gibt es immer wieder Wettbewerbe und Ausstellungen, bei denen mit K'NEX gearbeitet wird.